# Hey Baby (Canción de Ted Nugent)
«Hey Baby» es una canción de Ted Nugent, lanzada en 1975 como el segundo sencillo de su álbum debut homónimo, Ted Nugent. La canción fue escrita e interpretada por Derek St. Holmes.

## Información musical
«Hey Baby» pertenece al género hard rock con notables influencias de blues rock y boogie. Presenta una estructura rítmica animada, con riffs potentes y un ritmo bailable. Fue descrita por críticos como una pieza de rock sureño con un estilo similar al de Lynyrd Skynyrd. Tiene una duración de 4 minutos con 2 segundos.

## Producción y grabación
La canción fue grabada en 1975 en los estudios The Sound Pit de Atlanta, bajo la producción de Tom Werman y Lew Futterman. El ingeniero de sonido fue Tony Reale. La grabación se realizó con un enfoque directo, sin efectos innecesarios ni sobreproducción, buscando capturar la energía del sonido en vivo. En los créditos originales se señala que Nugent utilizó solo una guitarra, amplificadores Fender y una señal limpia.

## Recepción crítica
Aunque no fue un éxito en listas de popularidad, la canción ha sido reconocida por fanáticos del rock clásico como una de las más destacadas del álbum debut de Nugent. La revista británica New Musical Express la describió en 1976 como una pieza enérgica, aunque algo monótona. A lo largo de los años ha sido interpretada regularmente por Derek St. Holmes en sus presentaciones en solitario.

## Impacto cultural
«Hey Baby» ayudó a establecer el sonido característico de Nugent a mediados de los 70 y consolidó a Derek St. Holmes como un colaborador clave en su primera etapa como solista. Aunque no fue lanzada como éxito comercial de alto perfil, ha sido incluida en recopilaciones de grandes éxitos de Nugent.

## En la cultura popular
Estuvo planeada para ser incluida en la emisora ficticia Liberty Rock Radio en el videojuego Grand Theft Auto IV: The Lost and Damned de Rockstar Games.

## Personal
- Ted Nugent – guitarra
- Derek St. Holmes – voz principal, guitarra
- Rob Grange – bajo
- Cliff Davies – batería
- Tom Werman – productor